# Herbert Kline
Pour les articles homonymes, voir Kline.
Herbert Kline, né le 13 mars 1909 à Chicago (Illinois) et mort le 5 février 1999 à Los Angeles (Californie), est un journaliste, réalisateur, scénariste et producteur de cinéma américain.

## Biographie
Herbert Kline naît à Chicago mais grandit à Davenport, dans l'Iowa. Sa famille appartient à la classe moyenne et est de confession juive. À l'âge de 14 ans, Kline commence à voyager à travers les États-Unis, notamment à New York, à Valley Forge et aux chutes du Niagara. Lors de la Grande Dépression, il développe une prise de conscience des griefs sociaux. Il travaille à Chicago en tant que rédacteur en chef du magazine Left Front, puis s'installe à New York où il devient rédacteur en chef du magazine New Theatre, également de gauche. Il s' engage également dans la publication des pièces de Clifford Odets. Il rejoint ensuite la Photo League, une association new-yorkaise de photojournalistes et documentaristes progressistes.
Pendant la guerre civile espagnole, Kline se rend à Madrid et y travaille comme écrivain et porte-parole d'une radio républicaine, qu'il souhaite ainsi soutenir. Lors de son séjour, il rencontre le photographe hongrois Geza Karpathi, qui lui propose de réaliser un film sur la guerre. Malgré leur inexpérience avec la technologie des caméras, ils réussissent à produire le premier film de Kline, Cœur d'Espagne (Heart of Spain), produit par CBC Canada et sorti en 1937. Le sujet du film est celui d'une mère vivant à Madrid qui rencontre un jeune soldat dont elle a sauvé la vie grâce à un don de sang. L'année suivante, Kline réalise un autre film sur la guerre civile espagnole, Return to Life, avec Henri Cartier-Bresson.
Kline voyage à travers l'Europe dans des endroits où il soupçonne de nouveaux points chauds, tels que Londres, la Tchécoslovaquie et la Pologne. L'un de ses films les plus célèbres, le documentaire Crisis, est réalisé — avec Hanuš Burger et Alexander Hackenschmied — pendant la crise des Sudètes. Pendant le tournage, Kline fait semblant d'être un sympathisant des nationaux-socialistes afin de se rendre dans des lieux appropriés tels que des rassemblements et des défilés. Crisis est nommé l'un des dix meilleurs films de 1939 par le National Board of Review Awards.
En 1940, son documentaire Lights Out in Europe traite de l'attaque de la Pologne et le début de la Seconde Guerre mondiale. Il  travaille de nouveau avec le caméraman Hackenschmied tandis que Douglas Slocombe est également impliqué en tant que photographe. L'année suivante, Kline réalise le docu-drame The Forgotten Village, basé sur un scénario de John Steinbeck. Le texte de Steinbeck est dit par l'acteur Burgess Meredith, alors que la musique du film est de Hanns Eisler. Hackenschmied est tour à tour caméraman, co-réalisateur et monteur. Le film se concentre sur la vie arriérée — en particulier en ce qui concerne les soins médicaux — dans un petit village agricole près de Santiago, au Mexique. Il a reçu le prix du National Board of Review du Meilleur documentaire.
En 1947, Kline réalise l'un des premiers films documentaires sur les victimes de l'Holocauste, My Father's House d'après un scénario de Meyer Levin. Le film montre d'anciens prisonniers essayant de construire une nouvelle vie en Israël.
Dans les années 1950, en tant que communiste autoproclamé, Kline est repris sur une liste noire par le  Comité sur les activités anti-américaines (House Un-American Activities Committee) et n'obtient plus de travail dans l'industrie cinématographique. Ce n'est qu'en 1970 qu'il fait son retour avec Walls of Fire. Le documentaire met en scène des représentants importants du muralisme tels que David Alfaro Siqueiros, José Clemente Orozco et Diego Rivera. Il reçoit une nomination aux Oscars pour le producteur Gertrude Ross Marks et un Golden Globe Award du meilleur documentaire;  
Le documentaire de Kline Le Défi de la grandeur (1974) dépeint des artistes importants tels que Marc Chagall, Henry Moore et Salvador Dalí. Orson Welles a fait office de conférencier. Ce film, l'avant-dernier de Kline, lui a valu une nomination aux Oscar.
Les tentatives de Kline pour s'implanter en tant que réalisateur et scénariste dans le secteur hollywoodien traditionnel échouent largement mais est célébré pour ses films documentaires. Dans son travail de réalisateur, il estime que les documentaires doivent être mis en scène de la même manière que les films de longs métrages.
En 1980, Kline s'installe à Londres. Il y écrit, entre autres, le livre New Theatre and Film 1934 to 1937. En 1992, il retourne à Los Angeles.
Herbert Kline meurt à Los Angeles à l'âge de 89 ans des suites d'une longue maladie. Il laisse une sœur ainsi que son ancienne épouse, la conservatrice Josine Ianco-Starrels, une fille, Elissa Kline, et un fils, Ethan Kline.

## Filmographie (sélection)
- 1937 : Cœur d'Espagne (Heart of Spain, court documentaire)
- 1938 : Victoire de la vie (Return to Life, documentaire)
- 1938 : Love Is a Headache (scénario)
- 1939 : Crisis (documentaire)
- 1939 : Rehearsal for War
- 1940 : Lights Out in Europe (court documentaire)
- 1941 : The Forgotten Village (documentaire)
- 1942 : Five Were Chosen
- 1943 : Cinco fueron escogidos
- 1944 : Youth Runs Wild
- 1946 : A Boy, a Girl and a Dog
- 1947 : My Father's House
- 1949 : The Kid from Cleveland
- 1949 : Entrée illégale (Illegal Entry) (scénario)
- 1952 : The Fighter
- 1952 : Schlitz Playhouse of Stars (série télévisée, 3 épisodes)
- 1953 : Le Roi pirate (Prince of Pirates) (scénario)
- 1971 : Walls of Fire (documentaire)
- 1977 : Le Défi de la grandeur (The Challenge... A Tribute to Modern Art, documentaire)
- 1981 : Acting : Lee Strasberg and the Actors Studio (documentaire)

## Publications
- New Theatre and Film 1934 to 1937: an anthology. Harcourt Brace Jovanovich, San Diego 1985,  (ISBN 0-15-165457-3).

## Littérature
- Douglas Bell : Une histoire orale avec Herbert Kline. Academy of Motion Picture Arts and Sciences, programme d'histoire orale, Beverly Hills, 2006.

## Récompenses et distinctions
- 1941 : National Board of Review Award, prix du « Meilleur documentaire » pour The Forgotten Village
- 1975 : nomination pour le « meilleur documentaire aux Oscar pour The Challenge... A Tribute to Modern Art